# 咕嚕咕嚕魔法陣
《咕嚕咕嚕魔法陣》，是衛藤浩幸於1992年至2003年在艾尼克斯（今已合併改名為史克威爾艾尼克斯）旗下漫畫雜誌《月刊少年GANGAN》創作的日本搞笑奇幻漫畫，及原作改編動畫，其内容情節有很多戲仿其它電子遊戲。外傳有《舞勇傳吉他吉他》。2012年11月至2025年7月在《GANGAN ONLINE》連載續篇《咕嚕咕嚕魔法陣2》。

## 概述
故事內容為，300年前被封印的魔王紀力再次復活，主角仁傑和歌莉須合力再次把紀力封印。沿途上二人路經不同的村落，接觸不同的人，並透過修行提升等級。

## 登場角色
同時列出三位聲優時，以「第1作、劇場版／第2作／第3作」表示。

### 主要角色
仁傑
配音：瀧本富士子（第1作）／南央美（第2作）／石上静香（第3作）（日本）；陳美貞（第1作八大版）／詹雅菁（第1作東森版、第2作、第3作）（台灣）；雷碧娜（TVB）、周恩恩（有線）、鄭家蕙（ViuTV）（香港）
男主角。13歳。出身於傑姆賈姆大陸，吉米納村。自稱勇者，實際上的職業為盜賊。被稱為光明族裔的人，從小接受父親的勇者訓練（實際是雜耍訓練），不擅用劍但身手靈活，而且一世好運。
歌莉
配音：吉田古奈美（第1作、第2作）／小原好美（第3作）（日本）；林美秀（第1作東森版、第2作）／錢欣郁（第3作）（台灣）；鄭麗麗（TVB）、姜麗儀（有線）、石梓晴（ViuTV）（香港）
女主角。13歳。出身於葛爾尼大陸，貓舌谷，但是在傑姆賈姆大陸的吉米納村中被扶養長大。記性差，常常畫出錯誤的魔法陣，使勇者身陷險境。個性溫柔天真。後期大幅進步，除非受騷擾(例如吉他吉他老伯)，否則很少錯誤。
黑暗族裔米古米古族的最後遺裔。同時也是本作中掌管古柏大陸一帶魔力的魔神，不過尚需學習掌握自己的力量。喜歡勇者，太過在意好色的勇者，所以有時會感到不安。
風之精靈傑保倫
配音：高乃麗（第1作、第2作）／櫻井孝宏（第3作）（日本）；謝佼娟（台灣）；林元春（TVB）、黃鳳兒（有線）（香港）
出身於比古納皮納大陸的風之山，受風之王統治的風之精靈。膽小怕事，一和魔物對峙就會躲回老家。對「肉麻」非常敏感。當有「肉麻」的場面和說話出現時，會自己跳出來吐槽。又偶爾被稱為「核突精靈」、「飯筒精靈」。身穿的長袍能變成帳篷。每次遇到危險就第一時間消失，長袍底下總慣穿兜襠布（風之精靈的習性）。
阿德堡·艾魯多
配音：緒方賢一（第1作、第2作）／小西克幸（第3作）（日本）；陳宗岳（台灣）；陳曙光（第1作、第2作）→黃子敬（第3作）（TVB）、葉偉麟（有線）、周鑫霆（ViuTV）（香港）
跳吉他舞的老伯，所以被稱為「吉他吉他老伯（キタキタおやじ）」。52歳。出身於傑姆賈姆大陸，吉他鎮。上身赤裸、下身著草裙的老伯，特點是腳毛長。四處尋找吉他舞的傳人而旅行著（據他說法，吉他吉他舞從前是由年輕的少女來負責跳）可惜因鎮上生的女孩子越來越少，漸漸沒有人可以學。老伯惟一的用處是作為主角的擋箭牌。老伯生命力非常頑強，多次被人獸攻擊或妖精朱莉嘉從高山踢下，依舊能絲毫無損。
多密·帕洛特
配音：神代知衣（第1作、第2作）／藤井幸代（第3作）（日本）；謝佼娟（台灣）；謝潔貞（第1作、第3作）／黃鳳英（第2作）（TVB）（香港）
吉他鎮居民，於第二辑故事中加入主角們的旅行。11歳。出身於傑姆賈姆大陸，吉他鎮。因為沒有魔法的背景，而希望成為魔技師。在仁傑和歌莉之中，職業等級最高的一個。對著特別的法寶就會馬上著迷起來，誰也無法阻止。

配音：天野由梨（第1作）／荒木香惠（第2作）／大地葉（第3作）（日本）；謝佼娟（台灣）；梁少霞、黃麗芳（第1作第44話代配）（TVB）、王夢華（有線）（香港）
仇義村普拉特教的巫女（聖女），11歳。出身於葛爾尼大陸，仇義村。父親是祭司。因為天生就有著魔法的天賦；所以巫女只是餘興節目。有著能被神明上身的能力（上身後性格變得豪放），並且能夠解讀神跡。每次協助勇者和歌莉的旅行，但最後也會被父親找到。

### 友方

#### 傑姆賈姆大陸
故事中的第一座大陸，面積是故事中最小的一座，外形像隻圓圓的小怪物。往西為葛爾尼大陸，往南為皮古納皮納大陸，往西南為藏恩大陸，往東為吉蘭大陸。
巴多
配音：增岡弘（第1作）／西松和彥（第2作）／相馬康一（第3作）（日本）；張錦江（第1作、第3作）、梁志達（第2作）（TVB）（香港）
尼克的父親，40歲，勇者狂熱者，小時候為成為勇者刻苦修行，但當時魔王尚未復活。如今體力大不如前，於是將這份慾望轉嫁到尼克身上，強迫他從小接受修行，並讓他出任勇者一職。國王兩度徵招勇者的牌子都被他直接拔走。
雷娜
配音：井上喜久子（第1作）／栗田日津留（第2作）／恒松步（第3作）（日本）；沈小蘭（香港）
尼克的母親，35歲，基於經濟與發展性等實際理由，支持巴多的勇者狂熱，強迫尼克進行修行。吹箭相當在行。
伊莎貝爾＝克莉絲汀娜
配音：山本圭子（第1作、第2作）／鈴木黎子（第3作）（日本）；盧素娟（第1作、第2作）→林丹鳳（第3作）（TVB）（香港）
通稱為魔法婆婆，柯柯麗的養母兼師傅。從柯柯麗的生父手中接下扶養一職，教導她關於米古米古族與咕嚕咕嚕的知識。心地基本上算善良但個性乖僻，行事作風都像個老巫婆，常常跳出來嚇人，房子也很陰森詭譎，第二作從國王那裏拿到賞金後改裝得更加陰森了。另外設計上的品味也讓人不敢恭維。
伊兒可
配音：山田妙子（第1作）／加隈亞衣（第3作）（日本）；黃麗芳（第1作）→何寶珊（第3作）（TVB）（香港）
過去柯柯麗意外用魔法創造出的朋友。原型是畫在地上的塗鴉，經過雨水的沖刷已經消失。伊兒可的片假名發音：「IRuKu」正是柯柯麗的片假名發音：「KuKuRi」的顛倒序。
烏爾加13世
配音：池田勝（第1作、第2作）／斧篤志（第3作）（日本）；黃子敬（第1作、第2作）→盧國權（第3作） （TVB）（香港）
國泰國的國王，說話很露骨、甚至帶點涼薄和沒血性。算是第一個承認尼克是勇者的人。反對黑暗魔法而將過去拯救了國泰國的米古米古族驅逐。私藏米古米古族的治癒魔法陣於王城中，為的是治療自己的痔瘡。
蓋爾
配音：高木涉（第1作）／野上翔（第3作）（日本）；林保全（第1作）→梁偉德（第3作）（TVB）（香港）
自稱真勇者，其實只是個普通的劍士。原作中只是個出場沒幾話的路人角色，動畫第一季幫他和安娜加了很多戲分，成為主要配角，還給他一個外國貴族的追加背景，雖然作戰能力非常弱，從未獨自戰勝有對白的妖魔鬼怪，更老是被打飛，但也給了勇者一行人不小的協助。
安娜
配音：萩原果林（第1作）／長久友紀（第3作）（日本）；梁少霞（TVB）（香港）
魔女，一心幫助蓋爾成為勇者，但安娜作戰能力實際上比蓋爾還是好上很多。原作中只是個出場沒幾話的路人角色，動畫第一季幫他和蓋爾加了很多戲分，成為主要配角。兩人常把所有金錢浪費在裝備上，卻沒錢買食物，導致戰鬥力很低。經常由她拖蓋爾出場，或一起被「打飛」。
吉他鎮鎮長
配音：山下啓介（第1作）／間宮康弘（第3作）（日本）；招世亮（TVB）（香港）
吉他鎮現任鎮長，札札和美惠的父親。為了救出被魔物抓走的人質，將傳家寶煙霧護甲借給尼克使用。此外還持有村子的寶物「傳說中的不沾鍋」，並事後塞給尼克做為謝禮。後來這鍋子為魔法婆婆所用。
札札・多爾多爾
配音：石川寬美（第1作）／藤原夏海（第3作）（日本）；區瑞華（第1作）→何璐怡（第3作）（TVB）（香港）
吉他鎮的居民，鎮長的兒子，多瑪的朋友。魔法迷，立志成為魔法師卻常被魔法嚇得不要不要的。暗戀柯柯麗。一度嚇到想改成為劍士。
美惠・多爾多爾
配音：興梠里美（第1作）／本渡楓（第3作）（日本）；林元春（TVB）（香港）
吉他鎮的居民，鎮長的女兒，多瑪的朋友。對化妝感興趣。目前鎮上唯一的女孩子，說什麼也不肯向吉他吉他老伯學舞。有點武術底子。
多瑪的祖父
配音：峰惠研（第1作）／武虎（第3作）（日本）；林國雄（TVB）（香港）
吉他鎮的武器行老闆，為了救出被魔物抓走的人質，將傳家寶星屑之劍借給尼克使用。一度受「啦啦盾」咒語影響不停唱歌跳舞，解咒後卻發現已愛上唱歌跳舞，經常借故表演。
黑暗總裁
配音：西川幾雄（第1作、第2作）／石田彰（第3作）（日本）；張英才（第1作、第2作）→張炳強（第3作）（TVB）（香港）
外表為貴賓狗，由於被魔王施咒而變成狗（漫畫後期揭露他是自己對自己詛咒）。常與倫倫一起行動。很想協助倫倫及勇者等人但經常幫倒忙，在沒有黑暗總裁的場合，倫倫等人反而更順利。
倫倫·維米爾
配音：松井菜櫻子（第1作、第2作）／大西沙織（第3作）（日本）；陸惠玲  （TVB）（香港）
黑暗魔法結社的魔女，會使用高階級的黑暗魔法，尤其是有關蛇的魔法，常協助勇者與柯柯麗，不喜歡別人叫她名字，認為這名字很丟臉。喜歡盜賊團首領。

#### 葛爾尼大陸
故事中的第二座大陸，外形像隻短腿的獅子。往南為古柏大陸，往東為傑姆賈姆大陸，往東南為藏恩大陸。
拉吉尼
配音：千葉耕市（第1作）／麻生智久（第3作）（日本）；源家祥（第1作）→朱子聰（第3作）（香港）
住在仇義村的魔法師，黑暗魔法結社的成員。在仇義村擔任柯柯麗的魔法導師，引領她進入修行屋修練。
柏青哥
配音：安西正弘（第1作）／小和田貢平（第2作）／小山力也（第3作）（日本）；盧國權（第1作）／招世亮（第2作）／葉振聲（第3作）（香港）
在仇義村經營劍術館的男子，自創柏青哥流劍法，是除了雙手之外以屁股夾住第三把劍使出的三刀流劍法。由於劍法看起來實在太蠢了，道場乏人問津，因此平常總是在街上賣藝。柯柯麗修行期間負責指導尼克劍術。普拉特教的教徒，對朱朱非常恭敬。
巴賈尼
配音：（第1作、第2作）／金光宣明（第3作）（日本）；盧國權（第1作、第2作）→陳永信（第3作）（香港）
普拉特教的祭司，朱朱的父親。持有寂靜的沙鈴，能夠讓朱朱從暴走狀態平靜下來，不過動畫第三作中沒有提及。
德基特
配音：塚田正昭（第1作、第2作）／津田英三（第3作）（日本）；陳永信（第1作、第2作）→林國雄（第3作）（香港）
亞契村村長，相當講義理的禿老頭，雖然為了保護村子不被反對咕嚕咕嚕地外人侵擾，不得不把勇者一行人請走，尼克與柯柯麗遭受危機時仍帶領村民來幫忙。在遭到詛咒期間為自己造了座塑像，稱為被"詛咒的村長青銅像"，由於外觀詭異大家都不想要，德基特基於自尊相當執著於將這份"謝禮"交到尼克手上。
妖精飛飛
配音：北村弘一（第1作）／田中完（第3作）（日本）；源家祥（第1作）→陳永信（第3作）（香港）
妖精之村的長老，雖然是妖精卻是矮人的大小。受汪琴所託將強化的提示、升級藥水以及魔法陣保存在村中。
妖精古莉艾兒
配音：冰上恭子→增田由紀（第1作）／久保百合花（第3作）（日本）；沈小蘭（第1作）→黃昕瑜（第3作）（香港）
出身自妖精之村，口風很弱，意外聽到人獸黃金加賽基的弱點後洩漏給一百個人知道，因此被囚禁起來。以妖精而言個性很不活潑，甚至可以說到了懶散隨興的地步。
卡達利
配音：出光元（第2作）／中村大樹（第3作）（日本）；盧國權（香港）
隱居於貓舌谷中的智者，可以透歸啟示引出求助者的潛能。原本是國泰國的神官，和米古米古族有頗深的交情，因為反對放逐米古米古族而遭到流放，因而隱居至貓舌谷。曾和米古米古族一起看守過無限之塔。
草之精靈莫蓋兒
配音：藤田玲子（第2作）／日岡夏美（第3作）（日本）；區瑞華（第2作）→劉惠雲（第3作）（香港）
受米古米古族的救命之恩而自願留守無限之塔的精靈。情緒變化極端，經常反應過度。擅長讓植物生長的魔法以及"大地的治療"——讓患者全身被草掩蓋住進而療傷的回復魔法。出身於花之女王統治的花之國。

#### 古柏大陸
故事中的第三座大陸，外形像隻倒吊的蝙蝠。往北為葛爾尼大陸，往東為皮古納皮納大陸，往東北為藏恩大陸。

配音：橘健治（第2作）／川津泰彥（第3作）（日本）；源家祥（第2作）→ 李錦綸（第3作）（香港）
光頭的老人。自稱為天才藝術家。喜歡收集及改造各式道具，不過其作品有時還蠻兩光的，總是遊走於世界各地，擺個小帳棚賣道具。被多瑪崇拜並認作師傅，古柏魯王國一役之後大多是師徒倆一起行動。會光天化日下直接摸女生的屁股，有時還會作一番評論。
斯萊
配音：楠大典（第2作）／濱田賢二（第3作）（日本）；陳欣（香港）
狂野帥氣的盜賊團頭子，統領著戈巴盜賊團，斯萊只是作為盜賊的暱稱，本名不詳。總是猙獰的表情下其實有著溫柔且紳士的心，興趣是下廚，可惜奇糟無比，手下們也不敢恭維。其飛刀術快狠準，設陷阱技術也是一流，可謂站在盜賊界頂端的男人。勇者一行人入團期間，以向柯柯麗學習廚藝為代價，傳授尼克盜賊的作戰方法。由於長相俊美，行事瀟灑，擄獲蜜兒卡公主及倫倫的心。雖然面對魔物和怪物也雖然絲毫不畏懼，但對魔法、妖精這類不明所以的東西感到恐懼，這或許是盜賊的天性使然，為此柯柯麗入團期間大部分禁止她使用魔法。
蜜兒卡公主
配音：永田亮子（第2作）／（第3作）（日本）；林元春（第2作）→ 詹健兒（第3作）（香港）
古柏魯王國的公主，外表嬌柔但內心堅強。對於怪物大臣陷害父王，蹂躪百姓的事情都看在眼裡。在無意中識破怪物大臣的正身後，帶著魔法秘寶「香蕉月亮」的藏寶圖來向盜賊團求助。由於以一只鍋子作為偽裝倉促出城，被斯萊起了盜賊匿名「鍋燒姬」，對斯萊有好感。
蕾比亞
配音：並木法子（第2作）／春野杏（第3作）（日本）；劉惠雲（TVB）、顧詠雪（ViuTV）  （香港）
武器店老闆的女兒，在父親不在家期間負責顧店，堅持不順從怪物大臣的命令調漲價格，一度面臨生命威脅，協助勇者一行人對抗怪物大臣。雖然很有骨氣但運氣不太好，自從與勇者一行人接觸後店內店外總是被胡搞瞎搞，生意蕭條。
阿婆
配音：赤土真弓（第2作）／八百屋杏（第3作）（日本）；蔡惠萍（香港）
獨居的老太婆，個性有些孤僻。經營著耶達村中最高級的餐廳兼旅店「特別夏威夷食堂」無論內外都非常奇怪。據她本人所說曾親眼看過噗卡噗卡龍的樣貌，還造了一座一點都不像的小塑像。
旺
配音：松山鷹志（第2作）／西谷修一（第3作）（日本）；劉昭文（第3作）（香港）
耶達村的長老，行事作風誇張。作為山里的偏僻小村的長老，很擔心村子的未來。更為了過去沒能好好答謝拯救村子的勇者而懊悔不已，知道尼克等人的身分後千方百計使出各種花招想取悅尼克，還將勇者在村子一事大肆對外宣揚，把雷德引來村子裡。是個為了村子的名譽不忌後果的老人。
魔境小鎮 阿拉罕碧卡/龐佛斯的遺跡
位於古柏大陸中央，魔界與人間界的交集處。是各式物品的集散地，無論魔界人或人類都可以在此交易甚至開店。但是若沒有打扮得像個魔物，人類會無法和魔界的居民溝通，甚至會看到奇怪的幻覺。看起來像是個不可思議的小鎮，其實是個巨型米古米古劇場，裏頭的商人有一部分是魔法造成的幻象。位在小鎮中央的雕像其實是啟動機關的螺絲，轉動它就能將魔神沉睡的巨塔–龐佛斯的遺跡喚醒。龐佛斯一役結束後，來自各地的魔物與人類再次於此地集合共存，阿拉罕碧卡才終於作為現實的樣貌誕生，現在是由多瑪和朱朱合作管理。

配音：前川優子（第2作）／釘宮理惠（第3作）（日本）；沈小蘭（第2作）→ 何璐怡（第3作）（香港）
熱情可愛的魔族女孩，魔境之長的女兒。阿拉罕碧卡乃至於魔境內數一數二有號召力的人。對人類採取友好態度。想和人類結婚，並把尼克當作目標。
努悉達
配音：泉尚摯（第2作）／木島隆一（第3作）（日本）；關令翹（第3作）（香港）
魔境之長，娜娜可拿的父親。外表就是個住在壺裡的章魚。阿拉罕碧卡乃至於魔境內數一數二有號召力的人，魔境內的人都對他尊敬有加。
蜥蜴一郎
配音：高橋廣樹（第2作）／前田弘喜（第3作）（日本）
在阿拉罕碧卡經營武器屋的攤販。帶著單邊眼罩的蜥蜴人。
其實是幻象，龐佛斯現形後消失。
喵蹦
配音：濱添伸也（第3作）（日本）
在阿拉罕碧卡經營解咒小館的攤販。長著一臉貓樣。治癒法是以特殊的咒文與舞蹈進行詛咒解除的「西破羅系喵蹦」。雖然從裡到外都很不明所以，但其除咒術是確實有效的。
其實是幻象，龐佛斯現形後消失。

配音：長島雄一（第2作）／川田紳司（第3作）（日本）；雷霆（香港）
住在阿拉罕碧卡郊外的古怪黑暗魔法師，留著捲捲的八字鬍。與米古米古族是舊識，被託付了啟動龐佛斯遺跡的三個螺絲要交給勇者。此外還握有米古米古族最強的封印魔法陣〖熱戀之心〗的資訊。
庫魯潔
配音：本多真梨子（第3作）（日本）；羅孔柔（第3作） （TVB）、高可慧（ViuTV）（香港）
地之王的女兒，個性挺小氣，雖然願意提供便利的交通工具，但是一定要付錢才能使用。對於自己的老爸很沒輒。
拉肯
配音：島田敏（第3作）（日本）；陳永信（第3作）（香港）
住在艾爾艾爾村的老人，左眼下方有兩顆痣。曾經是冒險家，年輕時企圖攻略無限之塔失敗，所留下的日記卻幫助了勇者一行人。

配音：小山剛志（第2作）／津田健次郎（第3作）（日本）；招世亮（香港）
光明魔法結社的師範，是個威風凜凜的大叔。教導尼克學會光魔法〖有型動作〗。

配音：千葉進步（第2作）／天崎滉平（第3作）（日本）；陳卓智（第2作）→ 李致林（第3作）（香港）
以勇者為目標的吟遊詩人，跟著古雷曼帝修練光明魔法。膽小浪漫又有點輕浮的年輕人。那怕親眼看到尼克是真正的勇者，也不願放棄成為勇者的機會，對於不想聽的話都當耳邊風。
塔爾吞
配音：拝真之介（第3作）（日本）；張錦江（第3作）（香港）
甜點店的主人，典型的頑固大叔。因為無法做巧克力心情特差。
梅西
配音：津田美波（第3作）（日本）；張頌欣（第3作）（香港）
塔爾吞的女兒，看似文靜其實本性和老爸一樣。有時候會忘記顧形象而脫口些粗俗的話。
卡爾尼耶
配音：中田和宏（第1作）／金子幸伸（第2作）／梅津秀行（第3作）（日本）
住在左之島的預言家，劇情中會定期送出預言的石板給勇者一行人。當然僅限提示，不會細說內容。第三作中沒有出現，只有聲音。
米烏查
配音：小原好美（第3作）（日本）；何寶珊（第3作）（香港）
卡爾尼耶的學徒，一個迷糊且缺乏信心的普通女孩。臉上掛著大大的眼鏡，眼鏡下的面孔與柯柯麗長的一模一樣，一度讓柯柯麗懷疑米烏查是自己的雙胞胎而捨不得離開，害的整座島的時間無形中被咕嚕咕嚕的力量停止。在尼克與柯柯麗的鼓勵下下定決心，開一家自己的服裝店。

#### 皮古納皮納大陸
故事中面積最大的大陸，人跡卻相當罕至，大部分的區域充斥著魔物，只有最勇敢的冒險者才會踏上的土地。曾經有名為皮古納姆魯的古王國在此統治，然而被紀力的徒弟東卡魔趁虛而入而毀壞殆盡，變成如今荒涼的景象。外形像隻大老鼠。往北為傑姆賈姆大陸，往西為古柏大陸，往西北為藏恩大陸。

四個既帥又強又中二的老頭子組成的冒險者團體，在皮古納皮納大陸上旅行，無論何時何地都又酷又帥，還有自己的主題曲〖傳·說SILVER LOVE〗。四個人都是使用光魔法的高手，最強的組合招式乃〖有型團體〗。
東爺
配音：子安武人（第3作）（日本）；潘文柏（第3作）（香港）
大禿頂卻後髮飄逸的帥老頭子，爺幻想的隊長，擁有很強的領導能力。絕技是屁股癢的時候使出的高速抓屁屁。持有吉塔利遺跡的鑰匙。
西爺
配音：江越彬紀（第3作）（日本）；馮錦堂（第3作）（香港）
戴著帽子，掛著眼鏡的帥老頭子，隊伍中的頭腦，代表著理性與知性。形容柯柯麗是"世界的修繕師"。
南爺
配音：三宅健太（第3作）（日本）；張炳強（第3作）（香港）
大光頭的帥老頭子，滿腔熱血又純情。
北爺
配音：竹內良太（第3作）（日本）；朱子聰（第3作）（香港）
大禿頂上有跟呆毛的帥老頭子，個性又酷又有點凶，偶爾會耍呆。

#### 藏恩大陸
方札納·法依納姆
配音：佐佐木義人（第3作小劇場）（日本）
在藏恩大陸隱居的大僧正，負責提供勇者一行人關於魔王紀力的真相的情報。還特別造了一座莫名其妙的假村庄，為的就是把勇者一行人直接送到他面前來。第三作本作中沒有出現，僅出現於第三作的小劇場中。

#### 阿納斯達西亞
也就是天界，普拉特教所堅信的理想鄉。現為米古米古族得以安身立命的最後淨土。
幻獸洋洋
外型有如長草的飛碟一般的奇妙生物，擁有飛行能力。可以透過魔法陣〖洋洋召喚〗呼喚出來，此魔法陣在招喚成功後仍有著使上方的生物垂直漂浮的能力。米古米古族將其作為駝獸使用，被稱作貓舌谷傳說中的鳥。米古米古族被迫遷離後乘著牠到阿納斯達西亞隱居。
受到朱朱的祈禱加持後，能夠展開翅膀成為飛行能力更強的型態。
汪琴/苟邊
配音：長島雄一（第1作、第2作）／堀內賢雄（第3作）（日本）；招世亮（香港）
米古米古族的族長。日文諧音與狗的生殖器音近，並作為笑點使用，因此大然台譯為苟邊。米古米古族逃亡之際以具象氣體留下影像協助柯柯麗日後的旅程，但因為情勢緊急自己畫力也不足，所以形象相當草率搞笑，講話沒什麼說服力。漫畫第一部的最後和殘存的米古米古族人一起登場，本人的長相倒是很端正。
做事總是三分鐘熱度，本來該留給柯柯麗的教典寫到一半就不想寫了，乾脆把"黑色繪本"丟柯柯麗叫她記錄自己的魔法陣。
柯柯麗的父母
配音：父：野瀬育二（第3作）／母：木村珠莉（第3作）（日本）；父：潘文柏（第3作） / 母：區瑞華（第1作）→袁淑珍（第3作）（香港）

#### 魔神
掌管魔力之神，各自擁有所統帥的魔力區域，單體的攻擊力非常強大，召喚也很困難。若是能與魔神訂下契約，咕嚕咕嚕魔法師的等級就會提升。
魔神貝姆貝姆
掌管傑姆賈姆大陸至葛爾尼大陸東岸魔力的魔神，擁有從眼睛放出雷光的能力。外型有如高腳酒杯一般的綠色大柱，頂部平坦並從邊緣伸出11隻角，兩角中間下方長有一顆眼睛，共11顆眼睛。不會說話。可以透過十五級的魔法陣〖貝姆貝姆召喚〗呼喚出來，而其魔法陣的暗示藏在吉他吉他舞的臀部動作當中。是第一位認可柯柯麗的魔神，也是出場率最高的魔神(約兩次)。
魔神賽連
掌管葛爾尼大陸一帶魔力的魔神，擁有放出特殊音波重傷敵人的能力。外型有如小芥子娃娃，動畫二期中色彩相當鮮豔，三期則是藍色調。不會說話。由勇者一行人從無限之塔中喚醒，也正式和柯柯麗締結契約，成為反抗魔王的助力。不過原作中只有被喚醒的那一次有出場。
原作中並沒有以魔法陣召喚出來過所以對它的召喚魔法陣沒有多作敘述，動畫三期則是有一瞬間出現過，不過也有多處被擋住，全貌不得而知。
魔神柯柯麗
掌管古柏大陸一帶魔力的魔神，柯柯麗所蘊藏能力的全貌。能夠影響敵我全體的判斷能力，全部拉進自己的小劇場裡。看起來弱小但又深不可測，無論攻擊或是防禦都是魔神等級的無敵。在龐佛斯的遺跡得到解放，但是本人還沒有意識到自己有這種程度的能力。

#### 自然界之王
掌握光魔法基拉基拉進化關鍵的人物，火水風地四王以及花之女王。勇者必須取得他們認可才能擁有打倒魔王紀力的關鍵—傳說之劍。
火之王
配音：上別府仁資（第2作）／齊藤次郎（第3作）（日本）；張炳強（第2作）→張錦江（第3作）（香港）
自然界四王之一，負責授予勇者光魔法基拉基拉的火之劍。平時任職於古柏魯王國，為王宮的料理大臣。外表是個濃眉厚唇的禿老頭，喜歡說些無聊的大叔笑話，不過談到火或料理就會熱血沸騰。個性和穿著勉強算是四王中最正經的。
地之王阿波列
配音：土師孝也（第3作）（日本）；蕭徽勇（第3作）（香港）
自然界四王之一，負責授予勇者光魔法基拉基拉的地之劍。五官頗有型的中年大叔，梳了一頭油頭，下身卻穿著蓑衣，被勇者一行人當成變態，手持地之權杖。個性古怪，喜歡出難題刁難他人，自製的無盡地下城『格索森林』把勇者困在裡面很久(動畫第三作礙於長度的關係捨棄掉了)。身上不堪入目的簑衣是花之王女製作的，擁有花草之精的防禦功能。
水之王
配音：佐佐木義人（第3作）（日本）；葉振聲（第3作）（香港）
自然界四王之一，負責授予勇者光魔法基拉基拉的水之劍。身材壯碩一臉絡腮鬍的大叔，打扮得像個水中芭蕾選手。總是以力與美的姿勢在水中行動。平時藏身於『驚魂之泉』中，頭髮因為泉水效果的關係總是蓬鬆輕飄。要想得到他的認可拿到水之劍，要先取得吉塔利遺跡中的信物『勇者之拳』來驗明正身才行。
風之王
配音：前田弘喜（第3作）（日本）；梁偉德（第3作）（香港）
自然界四王之一，負責授予勇者光魔法基拉基拉的風之劍。吉布兒與風精靈們的統帥。外表非常俊美，斗篷下卻只穿著兜襠布。個性不只善變更加隨便，對於過久不變的事物會感到不耐煩，甚至無法長期維持同一個造型，或是面對同一個人說話。原作中很隨便的把風之劍交給通過試煉的尼克，動畫三期直接連試煉都省略了。
花之王女普拉娜諾
配音：淺野真澄（第3作）（日本）；黃昕瑜、張頌欣（重生後）（第3作）（香港）
統帥花之國與所有植物的王女，得到她的認可能夠使地之劍的攻擊範圍提升。個性優雅大方卻又膽小冒失。對於突然驚嚇到自己的人會使盡所有的魔力將對方變成蝗蟲，魔力耗盡的王女則會變成嬰兒的姿態。由於被吉他吉他老伯的舞蹈嚇壞了而將它變成蝗蟲，變成幼兒的自己則暫時交由尼克與柯柯麗代為撫養，等待魔力復原。
由於尼克在撫養過程中暗地裡灌輸給她不同於以往的價值觀，重生後的普拉娜諾變得強悍可靠，相較於以往個性變得像個不良，會用植物製造出火力強大的兵器。然而她也變得無法忤逆尼克，雖然有點不甘心但在「父親」面前就只能當個乖巧的女兒。

#### 迷之妖精
能觸發人物情緒效果的過場角色，其能力都強的很微妙。中立的效果生物，基本上不干涉劇情，但也不排除有與角色互動的可能。
沙帕里妖精
配音：神代知衣、萩原果林、西村千奈美（第1作）／神代知衣（第2作）／大地葉（第3作）（日本）；盧素娟、袁淑珍→梁少霞（第3作）（香港）
謎一般的妖精，當有人感到一無所知，或是覺得神清氣爽時就會出現，拿著手中的扇子跳著舞。經常拿著紙扇叫喊，較常出現口頭禪為「唔知呀！唔知呀！」
可以透過魔法陣〖沙帕里妖精召喚〗一次呼喚三隻出來擾亂敵人的行動。
沙帕里王子
配音：（第3作）（日本）；梁偉德（第3作）（香港）
沙帕里妖精的領導者，長著一付俊美青年的外貌，手中的扇子寫著大大的「王子」二字。
極為稀罕在人前出現，被他造訪之人將會感受到前所未有的清爽感，一切不適都會一掃而空
多薩克薩妖精
配音：神代知衣、萩原果林、大谷育江（第1作）／神代知衣（第2作）／大地葉（第3作）（日本）
謎一般的妖精，狀況陷入一片混亂時就會出現，拿著手中的白蘿蔔跳著舞，並大喊「大混亂！大混亂溜！」。
佐酷佐酷妖精
謎一般的妖精，有人感到內心不安就會出現，用它不明的力量使人背脊發涼。雖然一臉非善類但還算是種中立。
比庫里妖精
謎一般的妖精，有突如其來的發展時就會拿著大槌敲人的頭，使人嚇一大跳。

#### 天使
神的使者，但是做事都還滿兩光的。
天使畢畢克與貝貝克
配音：西村千奈美、荒木香惠（第2作）／久保田梨沙、小澤亞李（第3作）（日本）；劉惠雲、袁淑珍（第2作）→魏惠娥、葉曉欣（第3作）（香港）
雙胞胎守護天使，本作中登場的三位天使的其中之二。為了回應並支援柯柯麗愛戀的心情而出現，不過這兩位兩光天使總是因為各種意外被打飛，無法接近柯柯麗。其中貝貝克的個性相當毒舌。
天使莉莉克
配音：中川翔子（第3作）（日本）；凌晞（第3作）（香港）
負責記錄勇者對抗魔王之歷史的天使，一直以來都藏身在吉塔利的遺跡中守護勇者之拳。個性非常急性子，做事不會三思，也不會給人思考的餘地。所記錄的事務必須是口頭確認的，得到的第一個答案就會馬上紀錄歷史之中，而且無法修改，所以哪怕她自身也是目擊證人，若是被他人亂作證一通仍會直接採納，非常可怕。
尼克的名字被紀錄為阿阿阿阿。魔王紀力被紀錄為被吉他吉他舞封印。

#### 神
即使力量再強也不會主動設法干涉世界的存亡，對於紀力的復活也沒有試圖阻止的打算，但是對於侵犯自己領域者會毫不留情地降下懲罰。世界的旁觀者，換句話說就是些沒啥用的角色。

配音：木內玲子（第2作）／佐藤聰美（第3作）（日本）；陳凱婷（第2作）→ 陳皓宜（第3作）（香港）
古柏大陸南端的居民所崇拜的司掌命運之女神。會為迷途者指引方向，使人面對自己的真心。當然要怎麼走，又會因為決定而產生什麼結果就不能明說了，雖然是個力量強大的中立角色，不過其實還挺不負責任的。被尼克冠其名為「絲愛娜」。
時間之女神
配音：松田利冴、松田颯水（第3作）（日本）；羅孔柔、廖杏茵（第3作）（香港）
一黑一白的雙子女神，負責維護時間流的秩序，若有人敢出手干涉時間就會受到他們剝奪時光的懲罰。且沒有商量的餘地，勇者與柯柯麗靠著能重來一次的星之頭飾才好不容易免除懲罰。

### 魔王軍
魔王紀力
配音：笹岡繁藏→大友龍三郎（第1作）／銀河萬丈（第3作）（日本）；盧國權（第1作）→翟耀輝（第3作）（香港）
在漫畫中被描繪為實力極強的敵人。但實際上只在漫畫中出現了一會兒就給封印了。他雖然實力強大，但他連吉他吉他老伯也殺不死。

配音：納谷六朗（第1作、第2作）／飛田展男（第3作）（日本）；林國雄（第1作、第3作）／ 梁志達（第2作）（香港）
魔族中頂尖的魔法使。長相奸險恐怖，又常常突然冒出來，連自己人都會被嚇到。
高強的魔法是他一生的目標，對於神秘的黑暗魔法咕嚕咕嚕非常感興趣，每次登場就非得跟柯柯麗一較高下不可，試圖從這個小女孩身上發覺咕嚕咕嚕的奧秘。
雷德
配音：鳥海勝美／久保田惠／岡本信彥（日本）；盧素娟（第1作、第2作）→ 黃玉娟（第3作）（香港）
自稱魔界王子，為尼克和柯柯麗分別取了「幸運之星」與「粉紅炸彈」的綽號，喜歡柯柯麗。
個性中二又膽小。明明是魔族卻害怕鬼怪。學習魔法以效果帥氣為第一考量，所以往往實用性不高。中二發言的頻率比尼克還高，被吉布兒公認為全劇最臭的傢伙。
手上有許多大且火力強的飛行船，魔族科技的結晶，因此被多瑪視為勁敵。
孟克
配音：增田陽一（第2作）／寺杣昌紀（第3作）（日本）；招世亮（第2作）→ 翟耀輝（第3作）（香港）
雷德的管家，同時也是魔王軍的魔法戰略家。外表是個帶著眼鏡的魔族大叔。動畫第三作中皮膚是藍色的。在古柏魯王國奪取香蕉月亮一役失敗後，被貶至諾可吉利山附近守望，再也沒有出場機會。
奇克莉魔
配音：西村千奈美（第2作）／和多田美咲（第3作）（日本）；盧素娟（第1作）→ 劉惠雲（第2作）→ 凌晞（第3作）（香港）
外表是小女孩的魔族，魔王軍的情報蒐集擔當。前期被指派協助沙塔納奇亞攻陷無限之塔，以攏絡魔神賽連。個性冒失多嘴，常常把重要情報洩漏給敵人。
動畫第二作中是戈雅的直屬部下，戲份有因此變多。漫畫第二季中也有不少戲份。
幻獸搜索之眼
外表像是機器人一般的幻獸，可以在空中飛行，負責偵查、錄影、編輯。總是和奇克莉魔一起行動，一方面是做為紀錄工具，另一方面則是作為移動手段。
人獸加賽基
配音：龜山助清（第1作）／奈良徹（第3作）（日本）；陳永信（香港）
披著長袍，二足步行的貓型人獸，頭上有三隻角。手持棍棒為武器。體型大所以偶爾會被卡住。湊夠8隻，可融合為「合體加賽基」。
人獸達特吉娃鼠
配音：小野英昭、子安武人、稻葉實、關俊彥（第1作）／小形滿、鈴木勝美、坂東尚樹（劇場版）／北澤力、京極圭（第2作）／小野友樹（第3作）（日本）
穿著盔甲的老鼠型人獸。最下級的雜魚，彼此間的階級倒是相當嚴明。個性非常囉嗦，往往說得很嚴肅卻沒什麼實質意義。喜歡逞威風，但其實做不了甚麼事。通常只是打雜的。
對於植物意外的有殺傷力。
人獸來來
配音：鈴木勝美（第1作）／山本格（第3作）（日本）；劉奕希（第3作）（香港）
背上長著翅膀的鳥形人獸，擔任諾可吉利山魔物的副隊長職務，職責是督促達特吉娃鼠工作。
人獸黃金加賽基
配音：稻葉實（第1作）／稻田徹（第3作）（日本）；盧國權（香港）
更強的大型加賽基，肩胛骨長出兩支長角，披著戰甲，手持長劍，擁有噴火之龍一半的血統，因此能夠噴火。盤據諾可吉利山的群魔之首，溝通能力不佳，如果沒有看劇本就不知道該說甚麼。意外的有點自卑，獨自大喊出自己的弱點時被妖精古莉艾兒聽到並且洩漏出去，因此將她囚禁起來。弱點是「兩肩的角中間的肉冠下方鱗片的右邊」，平時用戰甲保護起來。戰甲遭貝姆貝姆的雷擊破壞後剛好被尼克刺中弱點，被徹底擊倒。
人獸黑子
配音：小形滿、鈴木勝美、小野英昭（第1作）／間島淳司、高橋廣樹、北澤力、深貝大輔、增田陽一、程嶋鎮磨（第2作）／小野賢章（第3作）（日本）
披著橙色斗篷的黑色魔物。和達特吉娃鼠地位相當，大多負責打雜。個性輕浮且多嘴，常常不小心洩漏機密給敵人。共同的口頭禪是：「讓你見識我們真正的可怕之處！」
惡魔疾賽亞
配音：辻親八（第1作）／青山穰（第3作）（日本）；潘文柏（第3作）（香港）
紅色的頭部長得像土著面具，有三隻眼睛。手持雙劍。可以變身成火焰一般的最終型態。被派往仇義村奪取天地手環，最後遭朱朱以天地手環召喚出的守護神吞噬，連絕招都來不及放。
惡魔凱貝斯貝斯
配音：真山亞子、水原琳（第1作、第2作）／井澤詩織（第3作）（日本）；沈小蘭（香港）
日文名字是用色狼（スケベ）重新排列而成，中文舊譯為尤典變泰。外表矮小的紫色惡魔，可以附著藏身於樹木或石頭上。行事作風下流，會施展將男性定住，並讓可愛的年輕女性跳色情舞蹈的魔法。被柯柯麗用升級後的〖蜥蜴的尾巴〗解決。亞契村的詛咒也因此解除。
在龐佛斯遺跡中出現了第二隻，負責阻止勇者一行人繼續攻略。被朱朱變出的巨大十字架撞飛擊敗。第三作中特別讓第二個體擁有橙色的表皮以示區別。
人獸洋邦
配音：島田敏（第1作）／內匠靖明（第3作）（日本）；陳卓智（第3作）（香港）
橙色毛皮的犬型魔物，外表打扮得如土著一般，手持斧頭，滿嘴的利牙蘊含劇毒。佔領了妖精之村附近的山，共有101隻潛伏在附近，披著紅披風的是領導者。遭貝姆貝姆的雷擊瞬間全滅。
幻獸戈雷姆
外表像是土偶一般的幻獸，身軀堅硬無比，擁有操控風與沙的能力，口中吹出的強風大概只有全力跳舞的老伯能擋住，弱點是水，接觸到水就會化為爛泥而亡。被魔王軍安排鎮守在無限之塔前方的沙漠，不讓礙事者靠近。最後被多瑪的魔雷砲招來的雨雲給摧毀。
幻獸馭火者
狗一般大小的幻獸，能自由的操縱火焰。
人獸崽蠻
配音：間島淳司、西本圭一郎（第2作）／野瀬育二（第3作）（日本）
米色毛皮的犬型魔物，身著長袍。漫才師一般的存在，說話非常詼諧，兩隻聚在一起就會演個不停，很不適合跟他們談正事。會拿百摺扇打人。
惡魔沙塔納奇亞
配音：內田紳一朗（第2作）／乃村健次（第3作）（日本）；麥皓豐（第3作）（香港）
被派往攻略無限之塔的上級惡魔，被稱作地獄的大公。紫色的頭部長著三隻角和一隻眼睛。會發射雷電攻擊對手，擁有飛行能力。被柯柯麗喚醒的魔神賽連秒殺。
大臣
配音：宮澤正（第2作）／家中宏（第3作）（日本）；黃子敬（第2作）→ 馮志輝（第3作）（香港）
外表是古柏魯王國的大臣，其實早就受魔王軍的利誘而歸順了，其任務除了統治古柏魯王國，還要奪取魔法秘寶「香蕉月亮」。城府很深，除了讓國王失去行動能力，調漲物價讓國內民不聊生，還故意放走拿走藏寶圖的蜜兒卡公主，為的就是要坐收漁翁之利。總是睜著眼睛睡覺，有著打噴嚏後會說「魔物」的口頭禪。憑藉香蕉月亮的能量變成名為「最強大臣」的四不像魔物，其特徵都是大臣自己想像的。被勇者一行人聯手擊倒。
幻獸布恩
配音：無／音效（第2作）／江越彬紀（第3作）（日本）
長著雙手的雲魔物，能降下大範圍的火雨。最後靠著〖蜥蜴的尾巴〗掀起的強風吹得四分五裂。
人獸昆沙
配音：木内秀信、原田正夫、北澤力（第2作）／野川雅史、木內太郎（第3作）（日本）
長著翅膀的蛋形魔物，會放出使生物石化的煙霧。外殼若是破裂的話，就會顯現出凶暴的原形，雖然失去飛行和語言能力但破壞力超群。被勇者一行人各個擊破。由於考慮到形象是蛋的關係，動畫三期的內部原型是卵黃色的。
幻獸戈雷姆渦輪三號
和貓舌谷出現的戈雷姆不同，像是巨型機器人一般，內部可以載人。出場僅是為了轉開封印龐佛斯遺跡的第三螺絲，並沒有交代後續。第三作中的外觀是紅色的。
幻獸巴拉吉
小型戰鬥直升機模樣的魔物，藉著頭上的螺旋槳飛行，以單眼觀測目標，並使用口砲攻擊。
幻獸戈雷姆
與以往的戈雷姆不同，號稱最新型，其裝甲無堅不摧。像是巨型機器人一般，內部可以載人。由雷德和戈雅駕駛攻進艾爾艾爾村，被尼克的地之劍斬斷，化為塵土。第三作的外觀比起原作更像機器人了。
惡魔匹卡畢亞
配音：新井里美（第3作）（日本）；何晶晶（第3作）（香港）
乘著火球的星形惡魔，能使用火系與冰系的魔法。被重生後的普拉娜諾以植物兵器轟飛。
惡魔薇薇安
配音：逢坂良太（第3作）（日本）；關令翹（第3作）（香港）
鎮守著巴特哈之塔的惡魔，精通各式音樂及樂器，會使用音類型的攻擊。算是雷德的心腹，雷德非常信任他。
惡魔迪馬
配音：岩田光央（第3作）（日本）；胡家豪（第3作）（香港）
花之國一役失敗後取代戈雅地位的新指揮官，主要負責在比古納皮納大陸上舉行魔王紀力的復活儀式。長著奸險的臉孔，頭部兩側各有一顆球體。被尼克戲稱為「戈雅二世」還有「耗子臉」。
惡魔加利洛
配音：石谷春貴（第3作）（日本）；鍾見麟（第3作）（香港）
有著濃濃神祕感的惡魔。雖然不曾出手攻擊過勇者一行人，但其話術非常了得，擅長蠱惑人心，好幾次差點被他得逞。
魔法使東卡魔
配音：山本祥太（第3作）（日本）；鄧志堅（第3作）（香港）
紀力的徒弟，火與石的魔法師。本體隨著紀力被封印而被封在吉塔利的遺跡中，需要用水之劍的力量破壞封印才能復活，但是其意識能夠藉由一個立方體的分身任意移動。
本體名為黑色太陽東卡魔，是非常強大的巨型魔物，能放出石化煙霧。最後被柯柯麗的新魔法陣壓制，隨後被尼克以勇者之拳的力量壓扁在吉塔利的遺跡之下。

## 動畫

### 1994年《咕嚕咕嚕魔法陣》（第1作）
1994年10月13日至1995年9月14日在朝日電視網首播，全45話。動畫由日本動畫公司製作，在稍早之前曾經宣布交由日昇動畫製作。旁白由配音員橫尾麻里擔任。
改編原作進度方面，到第31話為止的內容改編自原作第1冊到第4冊，第32話到完結為止是動畫原創內容。由於動畫原創集數的有些點子則由原作者提供，基本上不脫離原作，播出時內容與原作的搞笑內容相似。

#### 製作人員（第1作）
- 製作：本橋浩一
- 企劃、製作管理：本橋壽一
- 音樂：中村暢之（日语：中村暢之）
- 人物設定：加瀨政廣（日语：加瀬政広）
- 作畫監督（劇場版）：加瀨政廣
- 美術監督：千葉綠
- 製作人：依田正和、田中伸明
- 導演：中西伸彰
- 音響監督：向山宏志（日语：向山宏志）
- 色彩設計：大平敬志
- 攝影監督：金澤章男→森口洋輔
- 剪輯：名取信一（含劇場版）、目黑廣志、寺野剛
- 選曲：合田豐（日语：合田豊）
- 特效：庄司雅弘（Fizz Sound Creation（日语：フィズサウンドクリエイション））
- 製作：朝日放送、日本動畫公司

#### 主題曲（第1作）
片頭曲
「MAGIC OF LOVE」（第1話－第31話）
作詞：MissTee、Nohzy，作曲、編曲：保泉弘，主唱：TOo's
「（中文：哈利路亞晴天）」（第32話－第45話）
作詞、作曲、主唱：奧井亞紀，編曲：小野寺明敏
片頭曲（香港版）
「魔法咕嚕咕嚕」（原曲：「哈利路亞晴天」）
作詞：李敏，作曲：奧井亞紀，主唱：滕麗名
片尾曲
「（中文：Wind Climbing ～被風玩弄～）」（第1話－第26話）
作詞、作曲、主唱：奧井亞紀，編曲：小野寺明敏
「（中文：再也止不住）」（第27話－第45話）
作詞：多田紀彥，作曲：立井幹也，編曲：SLAP STICKS，主唱：SLAP STICKS
片尾曲（香港版）
「齊來動腦筋」（原曲：「Wind Climbing ～被风玩弄～」）
作詞：李敏，作曲：奧井亞紀，主唱：滕麗名

#### 各話列表（第1作）
| 話數 | 日文標題 | 中文標題                   | 編劇       | 分鏡     | 演出     | 作畫監督 | 首播日期        |
| ---- | -------- | -------------------------- | ---------- | -------- | -------- | -------- | --------------- |
| 1    |          | 仁傑和歌莉的冒險之旅       | 小松崎康弘 | 中西伸彰 | 藤本次朗 | 武內啓   | 1994年 10月13日 |
| 2    |          | 歌達城之決戰               | 小松崎康弘 | 渡邊慎一 | 渡邊慎一 | 野口大藏 | 10月20日        |
| 3    |          | 第一次遇到怪獸強敵         | 小山真弓   | 石崎     | 石崎     | 岡迫亘弘 | 11月3日         |
| 4    |          | 歌莉給人捉走了             | 北條千夏   | 高田淳   | 高田淳   | 濱田勝   | 11月10日        |
| 5    |          | 勇往直前，鋸齒山的探險     | 三井秀樹   | 酒井伸次 | 酒井伸次 | 田中     | 11月17日        |
| 6    |          | 妖怪大王，哥魯頓！         | 小松崎康弘 | 浦中和   | 藤本次朗 | 加瀨政廣 | 11月24日        |
| 7    |          | 恐怖的魔法！               | 小山真弓   | 渡邊慎一 | 渡邊慎一 | 野口大藏 | 12月1日         |
| 8    |          | 杰他他舞的傳說             | 三井秀樹   | 石崎     | 石崎     | 岡迫亘弘 | 12月8日         |
| 9    |          | 歌莉第一個朋友是秘密       | 北條千夏   | 佐藤浩史 | 高田淳   | 濱田勝   | 12月15日        |
| 10   |          | 秘密的少女，隱藏的魔法陣！ | 三井秀樹   | 酒井伸次 | 酒井伸次 | 田中穣   | 12月29日        |
| 11   |          | 黑暗魔法組織，歌筣是天神？ | 北條千夏   | 中西伸彰 | 藤本次朗 | 加瀨政廣 | 1995年 1月12日  |
| 12   |          | 咕嚕咕嚕失效呀！           | 小松崎康弘 | 渡邊慎一 | 渡邊慎一 | 野口大藏 | 1月19日         |
| 13   |          | 基洛尼大陸的新冒險         | 小山真弓   | 石崎     | 石崎     | 岡迫亘弘 | 1月26日         |
| 14   |          | 歌莉的艱苦修練             | 小山真弓   | 佐藤浩史 | 高田淳   | 濱田勝   | 2月2日          |
| 15   |          | 提升實力之路               | 北條千夏   | 酒井伸次 | 酒井伸次 | 田中     | 2月9日          |
| 16   |          | 魔王降臨！少傑村的危機     | 三井秀樹   | 小林常夫 | 藤本次朗 | 加瀨政廣 | 2月16日         |
| 17   |          | 戰鬥女巫，潮潮！           | 小松崎康弘 | 川島宏   | 川島宏   | 野口大藏 | 2月23日         |
| 18   |          | 我可以解開第一個封印       | 小松崎康弘 | 石崎     | 石崎     | 岡迫亘弘 | 3月2日          |
| 19   |          | 歌莉的最後考驗             | 北條千夏   | 佐藤浩史 | 高田淳   | 濱田勝   | 3月9日          |
| 20   |          | 兩隻手鐲相遇的奇蹟         | 三井秀樹   | 酒井伸次 | 酒井伸次 | 田中     | 3月16日         |
| 21   |          | 再見少傑村！新旅程的開始   | 小山真弓   | 藤本次朗 | 藤本次朗 | 加瀨政廣 | 3月23日         |
| 22   |          | 拯救豬仔王子大行動（上集） | 小松崎康弘 | 石崎     | 石崎     | 岡迫亘弘 | 4月6日          |
| 23   |          | 拯救豬仔王子大行動（下集） | 小松崎康弘 | 川島宏   | 川島宏   | 野口大藏 | 4月6日          |
| 24   |          | 瓦池村的騷動，黑色的畫冊   | 小山真弓   | 松浦錠平 | 高田淳   | 濱田勝   | 4月13日         |
| 25   |          | 來自魔界的刺客 - 列杜      | 北條千夏   | 酒井伸次 | 酒井伸次 | 田中     | 4月20日         |
| 26   |          | 決戰列杜，拉比泉的願望     | 三井秀樹   | 齋藤次郎 | 藤本次朗 | 加瀨政廣 | 5月4日          |
| 27   |          | 發現美麗的精靈村           | 小山真弓   | 石崎     | 石崎     | 岡迫亘弘 | 5月11日         |
| 28   |          | 歌莉的示愛行動             | 北條千夏   | 川島宏   | 川島宏   | 野口大藏 | 5月18日         |
| 29   |          | 九死一生，我中了毒！       | 三井秀樹   | 佐藤浩史 | 高田淳   | 濱田勝   | 5月25日         |
| 30   |          | 禮拜堂裏面有遺産           | 小松崎康弘 | 渡邊慎一 | 酒井伸次 | 田中     | 6月1日          |
| 31   |          | 新旅程，遺言中的使命       | 三井秀樹   | 齋藤次郎 | 藤本次朗 | 加瀨政廣 | 6月8日          |
| 32   |          | 拯救各池村的祭品           | 小松崎康弘 | 石崎     | 石崎     | 岡迫亘弘 | 6月15日         |
| 33   |          | 勇者的考驗，追求光明力量   | 小松崎康弘 | 善聰一郎 | 善聰一郎 | 原憲一   | 6月22日         |
| 34   |          | 波多瑪學校的魔法班         | 三井秀樹   | 高田淳   | 高田淳   | 濱田勝   | 6月29日         |
| 35   |          | 傳說中的咕嚕咕嚕批         | 小山真弓   | 酒井伸次 | 酒井伸次 | 田中     | 7月6日          |
| 36   |          | 誰是最後勝利者             | 北條千夏   | 渡邊慎一 | 藤本次朗 | 加瀨政廣 | 7月13日         |
| 37   |          | 歌莉的情敵                 | 小山真弓   | 石崎     | 石崎     | 岡迫亘弘 | 7月20日         |
| 38   |          | 增強力量的神奇貓           | 三井秀樹   | 高田淳   | 高田淳   | 濱田勝   | 7月27日         |
| 39   |          | 峽谷中的風之龍             | 小松崎康弘 | 善聰一郎 | 善聰一郎 | 原憲一   | 8月3日          |
| 40   |          | 救星！米基米基             | 北條千夏   | 酒井伸次 | 酒井伸次 | 田中     | 8月10日         |
| 41   |          | 基倫及安娜的愛情物語       | 三井秀樹   | 藤本次朗 | 藤本次朗 | 加瀨政廣 | 8月17日         |
| 42   |          | 人魚的秘密                 | 小山真弓   | 石崎     | 石崎     | 岡迫亘弘 | 8月24日         |
| 43   |          | 討伐紀力的特攻隊           | 北條千夏   | 渡邊慎一 | 高田淳   | 濱田勝   | 8月31日         |
| 44   |          | 列杜的挑戰，仁傑九死一生   | 三井秀樹   | 善聰一郎 | 善聰一郎 | 原憲一   | 9月7日          |
| 45   |          | 魔城的最後決戰             | 小松崎康弘 | 中西伸彰 | 酒井伸次 | 田中     | 9月14日         |

### 1996年《劇場版 咕嚕咕嚕魔法陣》
1996年4月20日於『少年GANGAN·劇場動畫祭'96』活動上映。同時上映的作品有《勇者鬥惡龍 羅德的紋章》、《劇場版 魔法提琴手》。製作人員與配音員亦延續電視動畫的班底。
至於故事內容是延續電視動畫的劇情，點子同樣由原作者提供的短篇電影動畫。

#### 製作人員（劇場版）
- 製作：本橋浩一、千田幸信、保坂嘉弘
- 企劃：本橋壽一
- 編劇：三井秀樹
- 音樂：中村暢之
- 美術監督：千葉綠
- 製作管理：真木透、遠藤重夫（日语：遠藤重夫）
- 製作人：田中伸明
- 導演：中西伸彰
- 錄音演出：向山宏志
- 攝影監督：森口洋輔
- 色彩設計：大平敬志
- 剪輯：名取信一
- 效果：庄司雅弘
- 選曲：合田豐
- 製作擔當：岩崎秀紀
- 製作：艾尼克斯、日本動畫公司
- 配給：松竹富士

#### 主題曲（劇場版）
片尾曲「（中文：金托比拉）」
作詞、作曲、編曲：衛藤浩幸，主唱：木原知美 with RADIO HEART
片尾曲「LOVE GOES」
作詞：伊秩弘將、shungo.，作曲、主唱：HIM，編曲：HIM、水島康貴

### 2000年《咕嚕咕嚕魔法陣 心跳♡傳說》
2000年4月4日至12月26日在東京電視網首播，全38話。動畫繼續由日本動畫公司製作，也是日本動畫公司的第一部電腦上色動畫。此外，副標題「心跳♡傳說」則是經由原作連載雜誌《月刊少年GANGAN》開放給讀者命名和經由票選結果而決定。還有，獲選者曾經是已經解散的「衛藤浩幸公認粉絲團」會員。
改編原作進度方面，則是延續前作的劇情，內容改編自原作第5冊到第11冊序盤。由於考量到播出之後一定會進度追上原作，因此故事一開始就將時間軸設定在妖精之村篇前後，第5話以後則以雖然與原作不同但還是以原作為標準展開進行。至於第22話和第38話的動畫原創內容則由原作者提供。

#### 製作人員（第2作）
- 創意製作人：本橋浩一
- 劇本統籌：三井秀樹
- 人物設定：加瀨政廣
- 美術監督：筒井典子
- 色彩設定：大平敬志
- 音樂：中村暢之
- 音響監督：加藤敏（日语：加藤敏 (音響監督)）→三好慶一郎
- 製作人：東不可止、橫山真二郎、遠藤重夫（日语：遠藤重夫）
- 導演：高木淳
- 攝影監督：間嶋秋信
- 剪輯：濱宇津妙子、名取信一、中野一穗
- 製作：東京電視台、創通映像、日本動畫公司

#### 主題曲（第2作）
片頭曲「（中文：炸藥天堂）」（第1話－第38話）
作詞、作曲、編曲：春幸，主唱：2Shy4U
片尾曲
「（中文：向西的天空）」（第1話－第25話）
作詞：优子，作曲：堀江淳，編曲：杉山康，主唱：Spoon
「Enjoy the party」（第26話－第38話）
作詞：雪，作曲、編曲：刺激，主唱：R'OSE

#### 各話列表（第2作）
| 話數 | 日文標題 | 中文標題                     | 編劇     | 分鏡       | 演出       | 作畫監督          | 首播日期      |
| ---- | -------- | ---------------------------- | -------- | ---------- | ---------- | ----------------- | ------------- |
| 1    |          | 興奮的冒險早晨               | 松井亞彌 | 高木淳     | 高木淳     | 野口大藏          | 2000年 4月4日 |
| 2    |          | 衝啊衝啊！龍龍班車           | 三井秀樹 | 鈴木孝義   | 鈴木孝義   | 武內啓            | 4月11日       |
| 3    |          | 來吧來吧！柯柯麗開店了       | 松井亞彌 | 平山英嗣   | 中山敦史   | 梶浦紳一郎        | 4月18日       |
| 4    |          | 為什麼！勇者大人是土匪       | 三井秀樹 | 酒井伸次   | 酒井伸次   | 新田敏夫          | 4月25日       |
| 5    |          | 閃閃發光！光之劍是勇者的證明 | 松井亞彌 | 佐佐木皓一 | 佐佐木皓一 | 平岡正幸          | 5月2日        |
| 6    |          | 發現米古米古族的遺跡         | 三井秀樹 | 立場良     | 立場良     | 本木久年          | 5月9日        |
| 7    |          | 咕嚕咕嚕！唯一的神之舞者     | 松井亞彌 | 福島利規   | 福島利規   | 三木俊明          | 5月16日       |
| 8    |          | 傳說之鳥洋洋現身了           | 三井秀樹 | 高木淳     | 高木淳     | 野口大藏          | 5月23日       |
| 9    |          | 接二連三出現的怪物真討厭     | 松井亞彌 | 大野和壽   | 中山敦史   | 梶浦紳一郎        | 5月30日       |
| 10   |          | 草精靈毛毛                   | 三井秀樹 | 鈴木孝義   | 鈴木孝義   | 武內啓            | 6月6日        |
| 11   |          | 可怕的臉又出現了             | 松井亞彌 | 北原健雄   | 上原秀明   | 加瀨政廣          | 6月13日       |
| 12   |          | 魔神警報器復活了             | 三井秀樹 | 佐佐木皓一 | 佐佐木皓一 | 平岡正幸          | 6月20日       |
| 13   |          | 會飛的孩子們                 | 松井亞彌 | 立場良     | 立場良     | 本木久年          | 6月27日       |
| 14   |          | 加入掛包土匪團               | 三井秀樹 | 福島利規   | 福島利規   | 三木俊明          | 7月4日        |
| 15   |          | 栗子叉燒包跟大頭蟋蟀是什麼   | 松井亞彌 | 中山敦史   | 中山敦史   | 濱田勝            | 7月11日       |
| 16   |          | 秘密寶藏！？香蕉月亮在哪裡   | 三井秀樹 | 高木淳     | 高木淳     | 野口大藏          | 7月18日       |
| 17   |          | 最強的戰鬥集團               | 松井亞彌 | 鈴木孝義   | 鈴木孝義   | 武內啓            | 7月25日       |
| 18   |          | 侵入古柏城                   | 三井秀樹 | 大庭秀昭   | 佐佐木皓一 | 平岡正幸          | 8月1日        |
| 19   |          | 討厭的怪物大臣               | 三井秀樹 | 上原秀明   | 上原秀明   | 加瀨政廣          | 8月8日        |
| 20   |          | 老大變成了鴨子               | 松井亞彌 | 立場良     | 立場良     | 柳瀨讓二          | 8月15日       |
| 21   |          | 勇者把火偷走了               | 三井秀樹 | 福島利規   | 福島利規   | 森亞紀子          | 8月22日       |
| 22   |          | 古柏王國的假日               | 三井秀樹 | 佐佐木皓一 | 佐佐木皓一 | 梶浦紳一郎        | 8月28日       |
| 23   |          | 波卡波卡龍就在圍牆上         | 松井亞彌 | 高木淳     | 高木淳     | 野口大藏          | 9月5日        |
| 24   |          | 在空中飛的神秘飛船           | 三井秀樹 | 鈴木孝義   | 鈴木孝義   | 武內啓            | 9月12日       |
| 25   |          | 跳吧！笑咪咪族               | 松井亞彌 | 中山敦史   | 中山敦史   | 平岡正幸          | 9月26日       |
| 26   |          | 阿拉罕畢卡城不好了           | 三井秀樹 | 上原秀明   | 上原秀明   | 加瀨政廣          | 10月3日       |
| 27   |          | 尼克與柯柯麗變成了野生動物   | 三井秀樹 | 森田浩光   | 森田浩光   | 柳瀨讓二          | 10月10日      |
| 28   |          | 神秘的荷拿斯之泉             | 三井秀樹 | 福島利規   | 福島利規   | 船塚純子          | 10月17日      |
| 29   |          | 誰是惡魔                     | 松井亞彌 | 佐佐木皓一 | 佐佐木皓一 | 梶浦紳一郎        | 10月24日      |
| 30   |          | 魔境的遺跡                   | 三井秀樹 | 高木淳     | 高木淳     | 野口大藏          | 10月31日      |
| 31   |          | 戀愛的心                     | 松井亞彌 | 鈴木孝義   | 鈴木孝義   | 武內啓            | 11月7日       |
| 32   |          | 把旁佛斯拿回來               | 三井秀樹 | 中山敦史   | 中山敦史   | 平岡正幸          | 11月14日      |
| 33   |          | 大膽的作戰                   | 三井秀樹 | 上原秀明   | 上原秀明   | 加瀨政廣          | 11月21日      |
| 34   |          | 歌舞大決戰                   | 松井亞彌 | 森田浩光   | 森田浩光   | 柳瀨讓二          | 11月28日      |
| 35   |          | 從夢中醒過來的心             | 三井秀樹 | 福島利規   | 福島利規   | 三木俊明          | 12月5日       |
| 36   |          | 再見了阿拉罕畢卡             | 三井秀樹 | 佐佐木皓一 | 佐佐木皓一 | 梶浦紳一郎        | 12月12日      |
| 37   |          | 磨練我吧！光之勇者           | 松井亞彌 | 北原健雄   | 鈴木輪流郎 | 北原健雄          | 12月19日      |
| 38   |          | 永遠的傳說                   | 三井秀樹 | 高木淳     | 高木淳     | 野口大藏 水野知己 | 12月26日      |

### 2017年《咕嚕咕嚕魔法陣》（第3作）
2017年7月至12月同樣在東京電視網首播，全24話，也是該作品相隔17年來第一次在深夜時段播出。還有，製作團隊與聲優陣容煥然一新。動畫製作從日本動畫公司改成Production I.G。
該作動畫是紀念原作連載25週年而製作。至於劇情內容不是前作的續集，而是從原作的初期內容開始進行。然而這次為了將已完結的原作整部內容能在全24話的動畫中播出，故詮釋方式與前作的兩季動畫不同。在這之中不一樣的是，該作沒有指定聲優擔任旁白或負責劇中吐槽，而是以原作漫畫出現旁白或吐槽字幕的方式詮釋，並有刪除部分的內容。

#### 製作人員（第3作）
- 原作：衛藤浩幸[4]
- 系列導演：池畠博史[4]
- 副導演：渡邉徹明[4]
- 劇本統籌：奧居久明[4]
- 動畫概念設定：恐怖[注 2]
- 人物設定：淺野直之[4]
- 配角設定：山口飛鳥[4]
- 怪獸設定：鈴木明日香[4]
- 道具設定：和田夏樹[4]
- 美術設定：田村盛揮[4]
- 美術監督：上原伸一、桐山成代[4]
- 色彩設計：上野詠美子[4]
- 攝影監督：高橋哲也[4]
- Motion Graphics：大城丈宗[4]
- 特殊效果：星美彌子[4]
- 2D Works：山崎真紀子[4]
- 剪輯：村上義典[4]
- 音響監督：明田川仁[4]
- 音樂：TECHNOBOYS PULCRAFT  GREEN-FUND[4]
- 音樂製作：Lantis[4]
- 音樂製作人：佐藤純之介
- 製作人：田中翔、紅谷佳和、中塚進一、飯塚彩、吉江輝成、新井惠介、中束豐和
- 動畫製作：Production I.G[4]
- 製作：「咕嚕咕嚕魔法陣」製作委員會[4]

#### 主題曲（第3作）
片頭曲
「Trip Trip Trip」（第1話－第7話、第9話－第11話、第13話－第16話）
作詞：，作曲、編曲：小島英也，主唱：ORESAMA
第9章之後有追加音效。
第24章（最終章）作為插入歌使用。
（第17話－第19話、第21話－第23話）
作詞：，作曲：小島英也，編曲：小島英也、TECHNOBOYS PULCRAFT GREEN-FUND，主唱：ORESAMA

片尾曲
「Round&Round&Round」（第1話、第3話－第16話）
作詞、作曲、編曲：TECHNOBOYS PULCRAFT GREEN-FUND，主唱：TECHNOBOYS PULCRAFT GREEN-FUND feat.Bonjour鈴木
「Magical Circle」（第17話－第24話）
作詞、作曲、編曲：TECHNOBOYS PULCRAFT GREEN-FUND，主唱：TECHNOBOYS PULCRAFT GREEN-FUND feat.中川翔子
插入歌
（第16話）
作詞：衛藤浩幸，作曲、編曲：石川智久
「 SILVER LOVE」（第21話、第22話）
作詞：衛藤浩幸，作曲：松井洋平，編曲：松井洋平、石川智久，主唱：TECHNOBOYS PULCRAFT GREEN-FUND
（第24話）
作詞、作曲：奧井亞紀，主唱：TECHNOBOYS PULCRAFT GREEN-FUND feat.奧井亞紀，編曲：TECHNOBOYS PULCRAFT GREEN-FUND

#### 各話列表（第3作）
| 話數   | 日文標題 | 中文標題                 | 香港標題               | 編劇              | 分鏡            | 演出                          | 作畫監督                                | 原作範圍     | 首播日期       |
| ------ | -------- | ------------------------ | ---------------------- | ----------------- | --------------- | ----------------------------- | --------------------------------------- | ------------ | -------------- |
| 第1章  |          | 啟程！吉米娜村！         | 出發吧！宜美拉村！     | 朝比奈優 奧居久明 |                 |                               | 山口飛鳥                                | 第1～4話     | 2017年 7月11日 |
| 第2章  |          | 起舞吧！吉他鎮！         | 跳舞吧！基堤鎮！       | 朝比奈優 奧居久明 |                 | 渡邉徹明                      | 松浦仁美                                | 第5～11話    | 7月18日        |
| 第3章  |          | 對决！諾可吉利山！       | 決鬥！鋸齒山！         | 佐藤裕            | 佐藤陽          | 佐藤陽                        | 清池奈保、中山知世                      | 第11～14話   | 7月25日        |
| 第4章  |          | 外出！修行屋！           | 出發！修練屋！         |                   | 渡邉徹明        | 渡邉徹明                      | 渡部由紀子、杉田丸美                    | 第15～20話   | 8月1日         |
| 第5章  |          | 拯救！仇義村！           | 拯救！少傑村！         | 博史池畠          | 博史池畠        | 東島久志、鈴木明日香          | 第20～24話                              | 8月8日       |                |
| 第6章  |          | 勁敵登場！亞契村！       | 敵人登場！雅慈村       | 畑博之            |                 | 山口飛鳥                      | 第25～28話                              | 8月15日      |                |
| 第7章  |          | 發現！妖精村！           | 發現！精靈村！         | 須之內佑典        | 須之內佑典      | 春日廣子、大導寺美穗 石田智子 | 第29～31話                              | 8月22日      |                |
| 第8章  |          | 重逢！貓舌谷！           | 再會！貓舌谷！         | 佐藤裕            | 博史池畠        | 博史池畠 小村方宏治           | 五反孝幸、渡部由紀子 杉田丸美           | 第32～38話   | 8月29日        |
| 第9章  |          | 神秘！米古米古族的遺跡！ | 神秘！米古米古族遺跡！ | 佐藤裕            | 米林拓          | 米林拓                        | 山口飛鳥                                | 第39～46話   | 9月5日         |
| 第10章 |          | 攻略！無限之塔！         | 攻略！無盡塔！         |                   | 川崎逸朗        | 伊藤史夫                      | 高橋成之、中山知世                      | 第46～52話   | 9月12日        |
| 第11章 |          | 拜師！古柏森林！         | 拜師！高巴森林！       | 佐藤裕            | 小村方宏治      | 河原龍太                      | 東島久志、小橋弘侑 石田慶二             | 第52～59話   | 9月19日        |
| 第12章 |          | 戰鬥！古柏魯城！         | 戰鬥！高巴倫城！       |                   | 博史池畠        | 守泰佑                        | 鈴木明日香、春日廣子 安西俊之、浪上悠里 | 第60～67話   | 9月26日        |
| 第13章 |          | 傳說！耶達村！           | 傳說！耶帶村！         | 佐藤裕            | 渡邉徹明        | 渡邉徹明                      | 山口飛鳥                                | 第67～75話   | 10月3日        |
| 第14章 |          | 摩訶不思議！阿拉罕碧卡！ | 不可思議！阿拉哈比卡！ | 佐藤裕            | 神谷友美        | 渡部周                        | 五反孝幸、杉田丸美                      | 第75～79話   | 10月10日       |
| 第15章 |          | 戀愛吧！魔境！           | 戀愛吧！魔境！         | 大東大介          | 橫山和基        | 橫山和基                      | 渡邊愛、高橋成之 小橋弘侑               | 第80～86話   | 10月17日       |
| 第16章 |          | 守護！龐佛斯的遺蹟！     | 守護！百科斯遺跡！     | 佐藤裕            | 博史池畠        | 博史池畠                      | 山口飛鳥                                | 第87～92話   | 10月24日       |
| 第17章 |          | 響徹！艾爾艾爾村！       | 敲響吧！艾露艾露村！   | 佐藤裕            | 頂真司          | 黑田晃一郎                    | 海谷敏久、關本美穗 佐藤                 | 第93～101話  | 10月31日       |
| 第18章 |          | 綻放！花之國！           | 開花吧！花之國！       |                   | 小村方宏治      | 小村方宏治                    | 杉田丸美、渡邊愛                        | 第101～107話 | 11月7日        |
| 第19章 |          | 唱吧！巴特哈之塔！       | 唱歌吧！巴托哈塔！     | 川瀨正雄          | 川瀨正雄        | 鈴木明日香、中山知世          | 第108～113話                            | 11月14日     |                |
| 第20章 |          | 脫身！左之島！           | 逃出！列夫島！         | 佐藤裕            | 若林信 頂真司   | 守泰佑                        | 安西俊之、春日廣子                      | 第114～123話 | 11月21日       |
| 第21章 |          | 復活！魔王紀力！         | 復活！魔王紀力！       | 佐藤裕            | 渡邉徹明 米林拓 | 渡邉徹明                      | 小橋弘侑、東島久志                      | 第123～131話 | 11月28日       |
| 第22章 |          | 潛入！吉塔利的遺跡！     | 潛入！耶他利遺跡！     | 佐藤裕            | 博史池畠        | 五反孝幸                      | 五反孝幸、浪上悠里 渡邊愛、杉田丸美     | 第131～140話 | 12月5日        |
| 第23章 |          | 決戰！紀力之城！         | 決戰！紀力城！         | 大東大介          | 滿仲勸          | 滿仲勸                        | 山口飛鳥                                | 第141～150話 | 12月12日       |
| 最終章 |          | 發動！熱戀之心！         | 發動！戀愛心靈！       | 佐藤裕            | 博史池畠        | 博史池畠                      | 山口飛鳥                                | 第151～158話 | 12月19日       |

#### 播放單位（第3作）
日本深夜動畫：下文記載的日本国内播放時間使用日本標準時間（UTC+9）表示。因為部分時間标识會採用30小时制，因此請留意这类超过24:00的时间，其實際播放時間為翌日清晨。
| 播放地區       | 播放電視台   | 播放日期                | 播放時間                  | 所屬聯播網 | 備註   |
| -------------- | ------------ | ----------------------- | ------------------------- | ---------- | ------ |
| 關東廣域圈     | 東京電視台   | 2017年7月11日－12月19日 | 星期二 25時35分－26時05分 | 東京電視網 |        |
| 岡山縣、香川縣 | 瀨戶內電視台 | 2017年7月11日－12月19日 | 星期二 25時40分－26時10分 | 東京電視網 |        |
| 愛知縣         | 愛知電視台   | 2017年7月11日－12月19日 | 星期二 27時05分－27時35分 | 東京電視網 |        |
| 大阪府         | 大阪電視台   | 2017年7月12日－12月20日 | 星期三 27時05分－27時35分 | 東京電視網 |        |
| 北海道         | TV北海道     | 2017年7月13日－12月21日 | 星期四 26時05分－26時35分 | 東京電視網 |        |
| 福岡縣         | TVQ九州放送  | 2017年7月13日－12月21日 | 星期四 27時30分－28時00分 | 東京電視網 |        |
| 日本全國       | AT-X         | 2017年7月13日－12月21日 | 星期五 21時00分－21時30分 | 衛星電視   | 有重播 |

| 刊登期間                | 更新時間             | 刊登網站  |
| ----------------------- | -------------------- | --------- |
| 2017年7月14日－12月22日 | 每週五 22時00分 更新 | 光TV      |
| 2017年7月22日－12月30日 | 每週六 22時00分 更新 | d動畫商城 |

| 翡翠台 星期日 10:30－11:00 2018年11月18日停播 | 翡翠台 星期日 10:30－11:00 2018年11月18日停播  | 翡翠台 星期日 10:30－11:00 2018年11月18日停播 |
| --------------------------------------------- | ---------------------------------------------- | --------------------------------------------- |
|                                               | 咕嚕咕嚕魔法陣 （2018年7月15日－12月30日）     |                                               |
| 冰鎮企鵝仔                                    | 四月是你的謊言                                 |                                               |
| 星期一至五 16:15－16:50                       |                                                |                                               |
| 妖怪手錶 （重播第118－169集）                 | 咕嚕咕嚕魔法陣 重播 （2020年3月12日－4月14日） | 百變小櫻Clear咭 （重播）                      |

| ViuTV 星期四、五 16:30－17:00                                                          | ViuTV 星期四、五 16:30－17:00                              | ViuTV 星期四、五 16:30－17:00 |
| -------------------------------------------------------------------------------------- | ---------------------------------------------------------- | ----------------------------- |
|                                                                                        | 咕嚕咕嚕魔法陣 （2020年12月31日－2021年3月19日）           |                               |
| 我的狗爸爸 2 （2020年10月1日－12月25日）                                               | 大英雄聯盟                                                 |                               |
| ViuTV 星期六 09:00－09:30 4月23日、30日、5月、6月11日、10月22日、11月5日、19日暫停播映 |                                                            |                               |
| 奇奇與鮑救援大冒險 重播，第1－22集超人托利加 （第3集）                                 | 咕嚕咕嚕魔法陣 重播，第1－23集 （2022年4月16日－11月26日） | 變形金剛 斯比頓傳奇3 重播     |

#### 咕嚕咕嚕魔法陣小劇場
2017年7月14日起，在YouTube的「KADOKAWAanime頻道」上架AT-X和網路電視光TV於每集正篇播完之後追加的短篇動畫《咕嚕咕嚕魔法陣 小劇場 冒險之書（グルグルぷちあにめ劇場 ぼうけんのしょ）》（僅在上架後的兩週內公開）。內容為補充正篇刪除的部分內容，還有該作主要角色吉布兒是在這部短篇動畫第一次登場。

##### 製作人員（咕嚕咕嚕魔法陣小劇場）
- 導演、演出、編劇：蘆名實
- 小劇場人物設定、作畫監督：竹原實
- 動畫製作：STUDIO puYUKAI

##### 各話列表（咕嚕咕嚕魔法陣小劇場）
| 話數          | 日文標題 | 首播日期       |
| ------------- | -------- | -------------- |
| 冒險之書 其1  |          | 2017年 7月14日 |
| 冒險之書 其2  |          | 7月21日        |
| 冒險之書 其3  |          | 7月28日        |
| 冒險之書 其4  |          | 8月4日         |
| 冒險之書 其5  |          | 8月11日        |
| 冒險之書 其6  |          | 8月18日        |
| 冒險之書 其7  |          | 8月25日        |
| 冒險之書 其8  |          | 9月1日         |
| 冒險之書 其9  |          | 9月8日         |
| 冒險之書 其10 |          | 9月15日        |
| 冒險之書 其11 |          | 9月22日        |
| 冒險之書 其12 |          | 9月29日        |
| 冒險之書 其13 |          | 10月6日        |
| 冒險之書 其14 |          | 10月13日       |
| 冒險之書 其15 |          | 10月20日       |
| 冒險之書 其16 |          | 10月27日       |
| 冒險之書 其17 |          | 11月3日        |
| 冒險之書 其18 |          | 11月10日       |
| 冒險之書 其19 |          | 11月17日       |
| 冒險之書 其20 |          | 11月24日       |
| 冒險之書 其21 |          | 12月1日        |
| 冒險之書 其22 |          | 12月8日        |
| 冒險之書 其23 |          | 12月15日       |
| 冒險之書 其24 |          | 12月22日       |

#### 網路廣播
以《咕嚕咕嚕魔法陣Navigation 咕嚕Navi！》為標題，2017年7月10日起每週一在音泉進行更新。主持人由尼克的聲優石上靜香和柯柯麗的聲優小原好美擔任。
嘉賓
- 小西克幸（第3回）
- ORESAMA（第4回）
- 櫻井孝宏（第5回）
- 大地葉（第6回）
- TECHNOBOYS PULCRAFT GREEN-FUND（石川智久）&Bonjour鈴木（第8回）
- 日岡夏美（第10回）
- 藤井幸代（第14回）
- 衛藤浩幸（第16回）
- 大西沙織（第24回）
- 飛田展男（第25回）

## 商品周邊

### 漫畫情報
- 單行本《咕嚕咕嚕魔法陣》（全16冊） 艾尼克斯（第1冊－第15冊）、史克威爾艾尼克斯（第16冊）

| 冊數 | 艾尼克斯         | 艾尼克斯           |
| 冊數 | 發行日期         | ISBN               |
| ---- | ---------------- | ------------------ |
| 1    | 1993年8月21日    | ISBN 4-87025-054-3 |
| 2    | 1994年3月22日    | ISBN 4-87025-077-2 |
| 3    | 1994年9月21日    | ISBN 4-87025-093-4 |
| 4    | 1995年2月22日    | ISBN 4-87025-108-6 |
| 5    | 1995年7月22日    | ISBN 4-87025-120-5 |
| 6    | 1996年2月22日    | ISBN 4-87025-142-6 |
| 7    | 1996年10月22日   | ISBN 4-87025-164-7 |
| 8    | 1997年3月22日    | ISBN 4-87025-194-9 |
| 9    | 1997年11月22日   | ISBN 4-87025-233-3 |
| 10   | 1998年3月20日    | ISBN 4-87025-268-6 |
| 11   | 1999年1月22日    | ISBN 4-87025-440-9 |
| 12   | 2000年1月22日    | ISBN 4-7575-0163-3 |
| 13   | 2000年9月22日    | ISBN 4-7575-0310-5 |
| 14   | 2001年11月22日   | ISBN 4-7575-0582-5 |
| 15   | 2002年10月22日   | ISBN 4-7575-0809-3 |
| 冊數 | 史克威爾艾尼克斯 | 史克威爾艾尼克斯   |
| 16   | 2003年10月22日   | ISBN 4-7575-1050-0 |

- 單行本《咕嚕咕嚕魔法陣 新裝版》（全8冊） 史克威爾艾尼克斯

| 冊數 | 史克威爾艾尼克斯 | 史克威爾艾尼克斯       |
| 冊數 | 發行日期         | ISBN                   |
| ---- | ---------------- | ---------------------- |
| 1    | 2014年2月22日    | ISBN 978-4-7575-4225-9 |
| 2    | 2014年2月22日    | ISBN 978-4-7575-4226-6 |
| 3    | 2014年3月22日    | ISBN 978-4-7575-4247-1 |
| 4    | 2014年3月22日    | ISBN 978-4-7575-4248-8 |
| 5    | 2014年4月22日    | ISBN 978-4-7575-4277-8 |
| 6    | 2014年4月22日    | ISBN 978-4-7575-4278-5 |
| 7    | 2014年5月22日    | ISBN 978-4-7575-4308-9 |
| 8    | 2014年5月22日    | ISBN 978-4-7575-4309-6 |

- 單行本《咕嚕咕嚕魔法陣2》（已發行18冊） 史克威爾艾尼克斯

| 冊數 | 史克威爾艾尼克斯 | 史克威爾艾尼克斯       |
| 冊數 | 發行日期         | ISBN                   |
| ---- | ---------------- | ---------------------- |
| 1    | 2013年7月22日    | ISBN 978-4-7575-4007-1 |
| 2    | 2014年2月22日    | ISBN 978-4-7575-4224-2 |
| 3    | 2014年10月22日   | ISBN 978-4-7575-444-68 |
| 4    | 2015年6月22日    | ISBN 978-4-7575-4667-7 |
| 5    | 2016年1月22日    | ISBN 978-4-7575-4859-6 |
| 6    | 2016年7月22日    | ISBN 978-4-7575-5058-2 |
| 7    | 2017年1月21日    | ISBN 978-4-7575-5234-0 |
| 8    | 2017年6月22日    | ISBN 978-4-7575-5374-3 |
| 9    | 2017年12月22日   | ISBN 978-4-7575-5553-2 |
| 10   | 2018年9月21日    | ISBN 978-4-7575-5783-3 |
| 11   | 2019年2月22日    | ISBN 978-4-7575-6011-6 |
| 12   | 2019年10月12日   | ISBN 978-4-7575-6341-4 |
| 13   | 2020年6月12日    | ISBN 978-4-7575-6681-1 |
| 14   | 2021年2月12日    | ISBN 978-4-7575-7093-1 |
| 15   | 2021年8月11日    | ISBN 978-4-7575-7421-2 |
| 16   | 2022年3月11日    | ISBN 978-4-7575-7811-1 |
| 17   | 2022年10月12日   | ISBN 978-4-7575-8201-9 |
| 18   | 2023年7月12日    | ISBN 978-4-7575-8662-8 |
| 19   | 2024年6月12日    | ISBN 978-4-7575-9247-6 |
| 20   | 2025年4月12日    | ISBN 978-4-7575-9793-8 |

### 書籍
- Film Comic《電視動畫版漫畫 咕嚕咕嚕魔法陣》（全5冊） 艾尼克斯
- 《咕嚕咕嚕魔法陣樂園》艾尼克斯 ISBN 4-87025-730-0
- 《咕嚕咕嚕魔法陣樂園2》艾尼克斯 ISBN 4-87025-834-X
- 《咕嚕咕嚕魔法陣樂園+》史克威爾艾尼克斯，2017年6月22日發行[43] ISBN 978-4-7575-5375-0

- 動畫第1作資料書
  - 《咕嚕咕嚕魔法陣 電視動畫版特別篇 角色大百科》艾尼克斯 ISBN 4-87025-808-0
  - 《咕嚕咕嚕魔法陣不可思議大圖鑑》（電視漫畫大百科 51） 講談社 ISBN 978-4-06-323051-2
  - Film comic《電視動畫版漫畫 咕嚕咕嚕魔法陣》（全5冊）艾尼克斯 ISBN 978-4870257955

- 劇場版資料書
  - 《少年GANGAN 劇場版動畫祭'96》艾尼克斯 ISBN 4-87025-884-6
- 動畫第2作資料書
  - 《咕嚕咕嚕魔法陣 心跳♡傳說 電視動畫攻略BOOK》艾尼克斯 ISBN 4-7575-0265-6

- 繪本
  - 《講談社的電視繪本 咕嚕咕嚕魔法陣》（全10冊） 講談社
  - 《講談社的電視繪本 咕嚕咕嚕魔法陣 心跳♡傳說》 講談社 ISBN 4-06-344136-9
  - 《咕嚕咕嚕魔法陣 遊戲繪本》（幼TV 59） 講談社 ISBN 4-06-177459-X
  - 《POPLAR社的新·小小童話 動畫咕嚕咕嚕魔法陣》POPLAR社 ISBN 4-591-04651-6
  - 《的跳躍繪本·黃金版 咕嚕咕嚕魔法陣》 ISBN 4-948734-93-4
- 遊戲書
  - 文庫本《遊戲書 咕嚕咕嚕魔法陣》（艾尼克斯文庫） 艾尼克斯 ISBN 4-87025-857-9
- 漫畫CD
  - 《咕嚕咕嚕魔法陣 ～大迷惑！熱血妖精的報恩～》艾尼克斯 ISBN 4-87025-805-6

### 影碟媒介
TV第1作
- VHS《咕嚕咕嚕魔法陣》 （Sony Music Entertainment）
  1. （1995年5月21日發行）
  2. （1995年5月21日發行）
  3. （1995年7月21日發行）
  4. （1995年7月21日發行）
  5. （1995年9月21日發行）
  6. （1995年9月21日發行）
  7. （1995年11月22日發行）
  8. （1995年11月22日發行）
  9. （1996年1月21日發行）
  10. （1996年1月21日發行）
  11. （1996年1月21日發行）
- LD《咕嚕咕嚕魔法陣LD BOX》12枚組（完全預約限定版） （Sony Music Entertainment，1996年7月21日）[注 6]
- DVD《咕嚕咕嚕魔法陣 咕嚕咕嚕BOX》 （萬代影視）
  1. （2000年11月25日發行）
  2. （2001年2月25日發行）

  - DVD《EMOTION the Best 咕嚕咕嚕魔法陣 DVD-BOX》 （萬代影視）
    1. （2012年5月25日發行）
    2. （2012年5月25日發行）
- VHS《咕嚕咕嚕魔法陣 繪之魔法陣 ～Super Edit Ver. DE·SU·ZO～》 （Sony Music Entertainment，1995年10月21日發行）
- VHS《咕嚕咕嚕魔法陣 繪之魔法陣2 ～Bouns Stage～》 （Sony Music Entertainment，1996年2月21日發行）

劇場版
- VHS《咕嚕咕嚕魔法陣 劇場版》 （Sony Music Entertainment，1996年7月21日發行）[注 7]
- LD《咕嚕咕嚕魔法陣 劇場版 特大號特別篇》 （Sony Music Entertainment，1997年1月22日發行）[注 8]
- DVD《劇場版 咕嚕咕嚕魔法陣》 （SME·Visual Works，2001年1月24日發行）[注 9]
  - DVD《Lucky Price★2000 咕嚕咕嚕魔法陣 劇場版》（SME·Visual Works，2002年12月4日發行）[44][注 10]

TV第2作
- VHS《咕嚕咕嚕魔法陣 心跳♡傳說》 （萬代影視）
  1. （2000年8月25日發行）
  2. （2000年9月25日發行）
  3. （2000年9月25日發行）
  4. （2000年10月25日發行）
  5. （2000年10月25日發行）
  6. （2000年11月25日發行）
  7. （2000年11月25日發行）
  8. （2000年12月21日發行）
  9. （2000年12月21日發行）
  10. （2001年4月25日發行）
  11. （2001年4月25日發行）
  12. （2001年5月25日發行）
  13. （2001年5月25日發行）
- DVD《咕嚕咕嚕魔法陣 心跳♡傳說》 （萬代影視，2003年12月21日發行）
  - DVD《EMOTION the Best 咕嚕咕嚕魔法陣 心跳♡傳說 DVD-BOX》 （萬代影視，2012年6月22日發行）

TV第3作
| 卷數 | 發行日期[45]   | 收錄話數       | 規格編號   | 規格編號   |
| 卷數 | 發行日期[45]   | 收錄話數       | BD         | DVD        |
| ---- | -------------- | -------------- | ---------- | ---------- |
| 1    | 2017年10月25日 | 第1話～第4話   | ZMXZ-11431 | ZMBZ-11441 |
| 2    | 2017年11月29日 | 第5話～第8話   | ZMXZ-11432 | ZMBZ-11442 |
| 3    | 2017年12月22日 | 第9話～第12話  | ZMXZ-11433 | ZMBZ-11443 |
| 4    | 2018年1月24日  | 第13話～第16話 | ZMXZ-11434 | ZMBZ-11444 |
| 5    | 2018年2月23日  | 第17話～第20話 | ZMXZ-11435 | ZMBZ-11445 |
| 6    | 2018年3月28日  | 第21話～第24話 | ZMXZ-11436 | ZMBZ-11446 |

### 音樂CD
詳細內容請參照「咕嚕咕嚕魔法陣的音樂作品」 （日語）
- 原聲帶
  - CD《咕嚕咕嚕魔法陣 音樂原聲帶》（全2卷）（Warner Music Japan）
    - CD《ANIMEX1200 Special 咕嚕咕嚕魔法陣 音樂原聲帶 ［Limited Edition］》（全2卷） （Columbia Music Entertainment）[注 11]

  - CD《咕嚕咕嚕魔法陣 遊戲音樂原聲帶》 （Sony Music Entertainment）
  - CD《咕嚕咕嚕魔法陣2 遊戲音樂原聲帶》 （Sony Music Entertainment）
  - CD 《咕嚕咕嚕魔法陣 心跳♡傳說 音樂原聲帶》 （Geneon Entertainment）
- 形象專輯
  - CD《咕嚕咕嚕魔法陣 ～吉米納村的祭典～》 （Sony Music Entertainment）
  - CD《咕嚕咕嚕魔法陣 ～吉他吉他老伯的逆襲～》 （Sony Music Entertainment）
  - CD《咕嚕咕嚕魔法陣 ～音之魔法陣～》 （Sony Music Entertainment）
  - CD《咕嚕咕嚕魔法陣 ～吉他吉他樂團的改革之旅～》 （Sony Music Entertainment）
- 廣播劇CD
  - CD《咕嚕咕嚕魔法陣 ～把水晶球拿回來！ 這是黑暗中的大陰謀!!～》 （Sony Music Entertainment）

### 電腦影碟
- 《咕嚕咕嚕魔法陣 &桌布集 for windows 3.1 & 95》 （Takara）
- 《咕嚕咕嚕魔法陣 ～本～》（PC書） （Aspect（日语：アスペクト (企業)）） ISBN 4-89366-605-3
- 《咕嚕咕嚕魔法陣 心跳動畫精選》 （ASCII）

### 遊戲
超級任天堂版所有遊戲的主角尼克&柯柯麗的配音員與第1作電視動畫版相同。
- SFC《咕嚕咕嚕魔法陣》 （艾尼克斯，1995年4月21日發行）
- GB《咕嚕咕嚕魔法陣 ～勇者大冒～》 （Takara，1995年4月28日發行）[注 12]
- SFC《咕嚕咕嚕魔法陣2》 （艾尼克斯，1996年4月12日發行）[注 13]
- GBC《咕嚕咕嚕魔法陣 心跳♡傳說》 （艾尼克斯，2000年11月17日發行）

### 遊戲書
- 遊戲書 咕嚕咕嚕魔法陣
  - 艾尼克斯文庫（艾尼克斯·原創遊戲遊戲書系列）：1995年初版

## 腳註

## 外部連結
- 原作相關
  - 史克威爾艾尼克斯（連載出版社）（页面存档备份，存于）官方網站 （日語）
    - 咕嚕咕嚕魔法陣 －漫畫－ GANGAN ONLINE -SQUARE ENIX-（页面存档备份，存于）官方網站 （日語）
    - 咕嚕咕嚕魔法陣2 －漫畫－ GANGAN ONLINE -SQUARE ENIX-（页面存档备份，存于）官方網站 （日語）
- 電視動畫相關
  - 電視動畫「咕嚕咕嚕魔法陣」&「咕嚕咕嚕魔法陣 心跳♡傳說」EMOTION the best DVD-BOX發行紀念！第1話免費觀賞!! －GANGAN ONLINE -SQUARE ENIX- （日語）
  - 日本動畫公司（動畫製作公司）（页面存档备份，存于）官方網站 （日語）
    - 咕嚕咕嚕魔法陣（页面存档备份，存于） （日語）
    - 咕嚕咕嚕魔法陣 心跳♡傳說（页面存档备份，存于） （日語）
- 2017年版（第3作）電視動畫相關
  - 電視動畫『咕嚕咕嚕魔法陣』公式官網（页面存档备份，存于） （日語）
  - 東京電視台 -animeteleto-｜咕嚕咕嚕魔法陣（页面存档备份，存于） （日語）
  - 「咕嚕咕嚕魔法陣」公式的X（前Twitter） （日語）